# Maria Musso
Maria Musso (ur. 14 lipca 1931 w Turynie, zm. 31 stycznia 2024 tamże) – włoska lekkoatletka, medalistka mistrzostw Europy z 1954.
Była wszechstronną lekkoatletką. Na mistrzostwach Europy w 1950 w Brukseli odpadła w eliminacjach biegu na 80 metrów przez płotki, a włoska sztafeta 4 × 100 metrów z jej udziałem zajęła w finale 5. miejsce. Odpadła w eliminacjach biegu na 80 metrów przez płotki na igrzyskach olimpijskich w 1952 w Helsinkach.
Na mistrzostwach Europy w 1954 w Bernie Musso startowała tylko w sztafecie 4 × 100 metrów. Włoska sztafeta w składzie: Musso, Giuseppina Leone, Letizia Bertoni i Milena Greppi wywalczyła brązowy medal.
Odpadła w eliminacjach biegu na 100 metrów na igrzyskach olimpijskich w 1956 w Melbourne, a włoska sztafeta 4 × 100 metrów w składzie: Bertoni, Greppi, Leone i Musso zajęła 5. miejsce. Musso odpadła w półfinale biegu na 80 metrów przez płotki i zajęła 5. miejsce w sztafecie 4 × 100 metrów na mistrzostwach Europy w 1958 w Sztokholmie.
Musso była mistrzynią Włoch w biegu na 80 metrów przez płotki w 1950 i 1957, w skoku w dal w 1954 i w pięcioboju w 1953, 1957 i 1959.
Trzykrotnie poprawiała rekord Włoch w pięcioboju do wyniku 4085 punktów (według ówczesnej punktacji, uzyskanego 31 lipca 1955 w Turynie). Wielokrotnie ustanawiała rekord Włoch w sztafecie 4 × 100 metrów do czasu 45,7 s (14 października 1956 we Florencji).